# The Lion of Judah
The Lion of Judah è un film sudafricano del 2011 diretto da Deryck Broom e Roger Hawkins.
È un film d'animazione con le voci dei protagonisti interpretate da Scott Eastwood e Ernest Borgnine. È il sequel del cortometraggio animato natalizio Once Upon A Stabile (2004).

## Produzione
Il film, diretto da Deryck Broom e Roger Hawkins su una sceneggiatura di Brent Dawes, fu prodotto da Jacqui Cunningham, Phil Cunningham, Daniel Santefort e Rose Warner per la Animated Family Films, la Character Matters e la Sunrise Productions. Fu realizzato presso il Character Matters Animation Studio a Città del Capo.

## Distribuzione
Il film fu distribuito negli Stati Uniti dal 3 giugno 2011 al cinema dalla Rocky Mountain Pictures e per l'home video dalla Warner Home Video dal 27 marzo 2012.

## Promozione
La tagline è: "The lamb who saved the world!".